# Camponotus perneser
Camponotus perneser är en myrart som beskrevs av Bolton 1995. Camponotus perneser ingår i släktet hästmyror, och familjen myror. Inga underarter finns listade.